# チャールズ・タルボット (初代シュルーズベリー公爵)

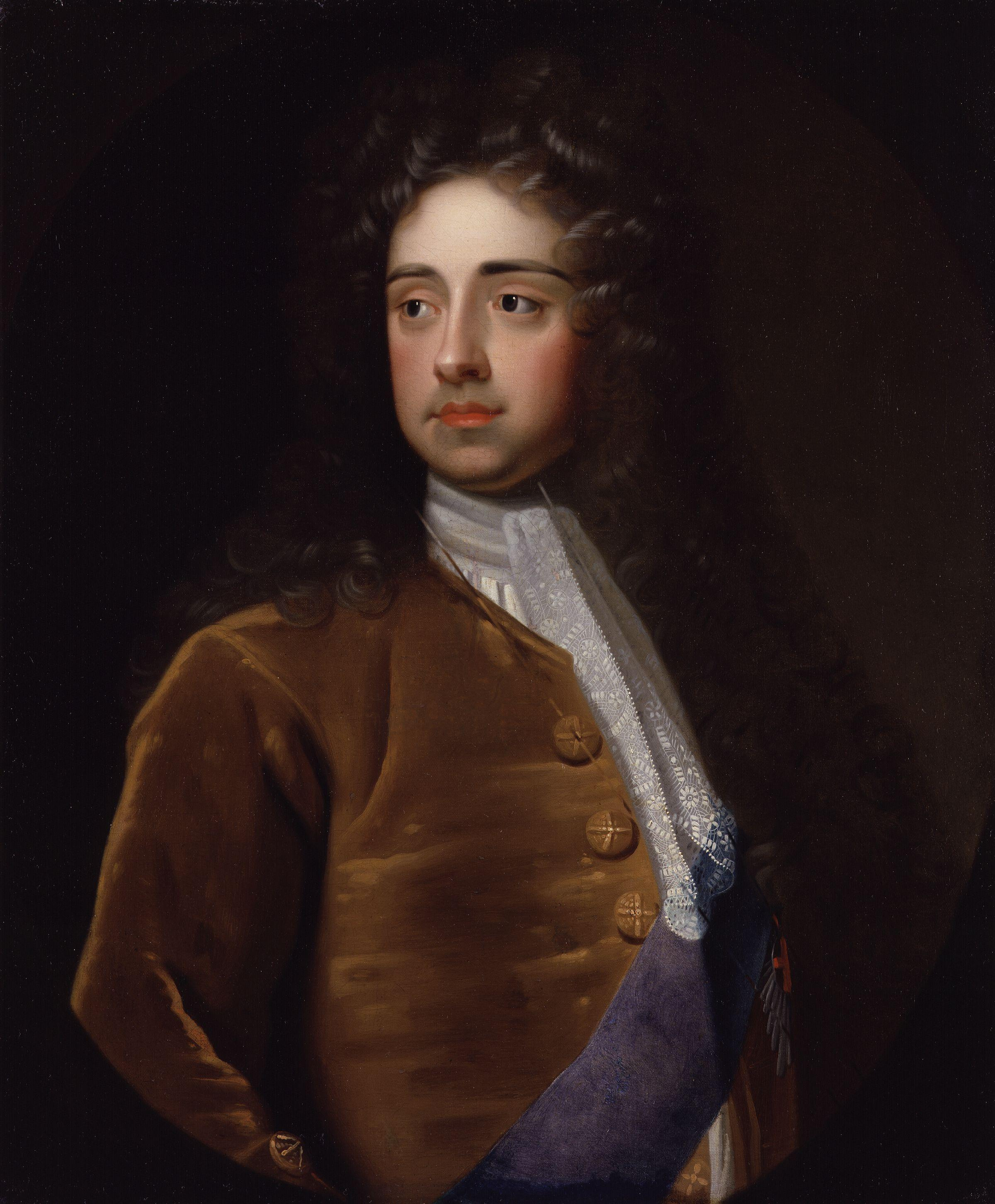
シュルーズベリー公チャールズ・タルボット（ゴドフリー・ネラー）

初代シュルーズベリー公チャールズ・タルボット（英: Charles Talbot, 1st Duke of Shrewsbury, KG, PC, 1660年7月24日 - 1718年2月1日）は、イギリスの貴族・政治家。父は第11代シュルーズベリー伯フランシス・タルボット、母はカーディガン伯ロバート・ブルデネルの娘アン。始めシュルーズベリー伯で、後にシュルーズベリー公に叙爵された。

## 生涯
イングランド王チャールズ2世が名付け親になりチャールズと命名、1667年に死んだ父の爵位を継承して第12代シュルーズベリー伯となった。始めカトリックの教えを受けて育てられたが、1679年にジョン・ティロットソン（後のカンタベリー大主教）の影響でプロテスタント（イングランド国教会）教徒となった。チャールズ2世の命令で弟のヨーク公ジェームズ（後のジェームズ2世）の下で陸軍に入隊したが、1685年にジェームズ2世が即位してカトリック支配を進めたことに反発して辞任、ジェームズ2世の甥で娘メアリー（後のメアリー2世）の夫でもあるオランダ総督ウィレム3世（後のウィリアム3世）に接近していった。
1688年、ジェームズ2世に息子ジェームズが生まれるとカトリック支配の継続の可能性を感じ取りウィレム3世を6人の貴族と共に招聘（他にデヴォンシャー伯ウィリアム・キャヴェンディッシュ、ダンビー伯トマス・オズボーン、ラムリー男爵リチャード・ラムリー、ロンドン主教ヘンリー・コンプトン、エドワード・ラッセル、ヘンリー・シドニー）、自らもオランダに向かい11月にウィレム3世率いるオランダ軍に加わりイングランドへ侵攻した（名誉革命）。上陸後はブリストル確保とジェームズ2世の亡命を促す役目を果たし、翌1689年にウィリアム3世・メアリー2世が即位すると恩賞として南部担当国務大臣に任命された。しかし翌1690年に議会と政府の対立に嫌気が差し辞任している。
1694年、ホイッグ党幹部のジャントー中心の政権が成立すると、ホイッグ党の一員として北部担当国務大臣に任命され公爵に叙爵、翌1695年に南部担当国務大臣に転任、在任中は大同盟戦争に対する軍資金の調達のため議会の説得を務め、ウィリアム3世が大陸遠征で不在の国事を任された。しかし1696年にジャコバイトによるウィリアム3世暗殺計画の関係者との告発が出ると、ウィリアム3世からの慰留にもかかわらず政務を欠席するようになり1698年に辞任、1699年にウィリアム3世の説得で宮内長官に復帰するも1700年に体調不良を理由に辞任、政界を引退してイタリアへ向かいローマに5年間滞在するようになった。
1705年に帰国してからはホイッグ党に嫌われるようになり、政界から遠ざかっていた。旅行前後にスペイン継承戦争が発生、国政より私生活を重視したとして悪印象を与えていたことと、1705年に結婚したイタリア人女性のアデレード・ロッフェニが社交界を騒がせていて中傷にさらされていたことが原因であり、しばらく活動を控えていたが、トーリー党の指導者ロバート・ハーレーが戦争終結のため政権奪取の協力を持ちかけられると応じ、1710年に宮内長官に就任して政権に入った。同年に政権を率いていた第一大蔵卿シドニー・ゴドルフィンが更迭、トーリー党が選挙に勝利して与党となり、翌1711年に第一大蔵卿となり政権を奪取したハーレーと共に戦争終結のためフランスとの和睦交渉に努め、1712年に駐仏大使としてフランスへ赴きフランスの外相トルシー侯と交渉を取りまとめユトレヒト条約として結実させた。
1713年に駐仏大使からアイルランド総督に転任となったが、1714年にハーレーが指導力の低下とヘンリー・シンジョンとの対立からアン女王に見限られ大蔵卿を罷免されると、死去直前のアンから後任の大蔵卿に任命され、アンが亡くなり後継者に指名された又従兄のハノーファー選帝侯ゲオルク・ルートヴィヒがドイツからイギリスに到着するまで政府をまとめて混乱を防ぎ、ゲオルク・ルートヴィヒがジョージ1世として即位すると大蔵卿を辞任、翌1715年に宮内長官も辞任して3年後の1718年に57歳で亡くなった。子供が無かったためシュルーズベリー公位は1代限りで消滅、従弟のギルバート・タルボットが伯位を継いで第13代シュルーズベリー伯となった。